# 안지랑 곱창골목
안지랑 곱창골목(Anjirang Gopchang Alley)은 대한민국 대구광역시 남구 대명동에 조성된 대구광역시의 먹자골목이다. 대구도시철도 1호선 안지랑역 인근 안지랑 시장에서부터 룸비니유치원까지, 약 500m에 해당하는 구간을 안지랑 곱창골목이라고 한다. 대구에서 40년 넘게 사랑받아온 곱창과 막창 요리를, 저렴한 가격으로 푸짐하게 즐길 수 있는 대표적인 명소로 손꼽히는 곳이다.

## 역사
안지랑 곱창 골목은 1970년대 안지랑 시장 인근 도축장에서 돼지곱창을 공급받아 구워 먹던 것에서 시작되었다.1979년 '충북식당'을 기점으로 곱창 가게들이 점차 늘어나며 골목이 자연스럽게 형성되었고, 1998년 IMF 외환위기 이후 생계를 위해 곱창을 판매하는 업소들이 급증하며 골목의 규모가 더욱 확대되었다.
2007년, 대구광역시는 약 20억 원의 예산을 투자해 공영주차장을 조성하고, 위생 서비스를 개선하여 안지랑 곱창 골목의 접근성과 편의성을 크게 향상시켰다. 그 결과, 안지랑 곱창 골목은 인기를 끌기 시작해 2012년 전국 5대 음식테마거리에 선정되었고, 2015년에는 한국관광 100선에 포함되면서 대구를 대표하는 먹거리 명소로 자리 잡았다. 2018년에도 전국 5대 음식테마거리에 다시 선정되며 명실상부 대구의 먹거리 관광지로써 자리 잡았다. 2020년 기준으로 약 66개의 업소가 현황리에 영업 중이다.

## 현황
대구광역시 서구에 위치한 중리동 곱창골목과 자주 비교된다. 중리동 곱창 골목은 곱창전골을 주 메뉴로 취급하지만, 안지랑 곱창 골목은 대부분의 식당이 양념된 돼지곱창을 연탄불에 석쇠로 초벌구이하여 손님이 다시 구워 먹는 방식으로 운영된다.
축제도 꾸준히 개최된다. 안지랑 곱창 골목에서는 2013년부터 매년 4월에 '안지랑 곱창 젊음의 거리축제'를 개최하고 있으며, 이를 통해 젊은 세대와 관광객들이 꾸준히 방문하고 있다.
곱창 골목 주변에는 앞산공원, 앞산빨래터공원, 앞산맛둘레길, 앞산카페거리 등 다양한 관광 명소가 조성되어 있어 방문객들에게 풍성한 볼거리와 즐길 거리를 제공하고 있다.